# Ácido 4-(metilamino)benzoico
Ácido 4-(metilamino)benzoico, ácido para-(metilamino)benzoico, ácido p-(metilamino)benzoico ou ácido N-metil-4-aminobenzoico, abreviado na literatura como 4-MABA (do inglês 4-(methylamino)benzoic acid) é o composto orgânico com a fórmula C8H9NO2, fórmula linear CH3NHC6H4CO2H e massa molecular 151,16. É classificado com o número CAS 10541-83-0, número de registro Beilstein 2082805, número EC 234-121-7, número MDL MFCD00002535, PubChem Substance ID 24847296 e EINECS 234-121-7. Apresenta ponto de fusão de 160-162 °C.
Sofre reação de homoacoplamento mediada pela laccase.